# レジサイド (チャールズ1世)

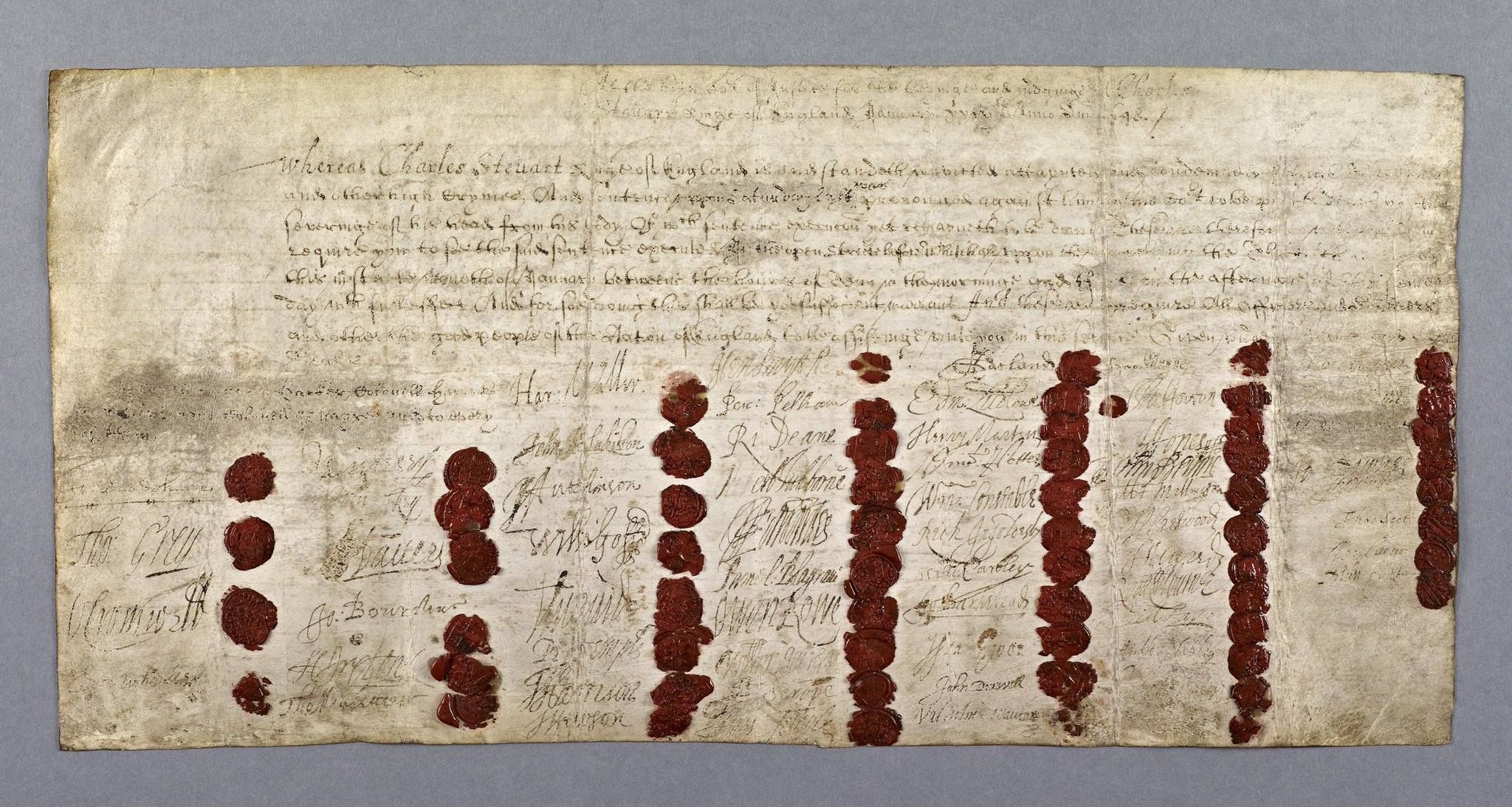
チャールズ1世の死刑執行令状。59名の委員によるサインと印章がほどこされている

レジサイド（英: regicide）は「王殺し」を意味する英単語であるが、イングランド史上ではイングランド王チャールズ1世の処刑に関わった人物を指す。具体的には1649年1月のチャールズ1世の裁判において死刑執行令状に署名した59人の委員（判事）あるいは1660年免責・大赦法で恩赦対象から除外された104人などを指すことが多い。
第二次イングランド内戦でオリバー・クロムウェル率いる議会派の円頂党は、チャールズ1世率いる王党派の騎士党を破り、国王を捕縛し処刑するに至った（チャールズ1世の処刑）。裁判官や軍人などからなる59人のレジサイドのうち、1660年の王政復古時点で存命中だった者の多くは、チャールズ1世の息子で新たに戴冠したチャールズ2世により厳しい報復処罰を受けた。
チャールズ2世の帰還時、イングランド議会は免責・大赦法を策定し、内戦やその後の空位時代（イングランド共和国期）に犯されたほとんどの罪に対し恩赦を与えることを決めた。ところが、チャールズ1世の裁判や処刑に関わった104人は恩赦の対象外とされた。なお、そのうち24名はすでに故人となっていた（オリバー・クロムウェル、ジョン・ブラッドショー（チャールズ1世裁判の裁判長）、ヘンリー・アイアトン（議会軍の将軍、クロムウェルの娘婿）など）ため、儀礼的に「処刑」された。具体的には、遺体を埋葬場所から掘り起こして絞首台にかけたのち斬首し、下の体は絞首台下の穴に投棄され、首級はウェストミンスター宮殿の端の杭に刺して晒された。また存命者のうち数名は最高刑である首吊り・内臓抉り・四つ裂きの刑にかけられ、19名は終身刑となり投獄された。またレジサイドの多くは財産を没収され、公職から追放されたり地位をはく奪されたりした。また21人は国外亡命を選んだ。ほとんどはオランダやスイスに逃れたが、3人は北アメリカのニューイングランド王領に身を隠した。
「レジサイド」がどの程度の範囲の人々を指すのかという定義については、明確な合意がなされていない。免責・大赦法では、王殺しに関わった人物についてレジサイドという言葉は使っていない。そもそもイングランド法には「regicide」という特定の罪名が定義されたことはない。歴史家たちは「レジサイド」という言葉に当てはまる人物をそれぞれ独自の範囲で選んでおり、中にはチャールズ1世の裁判や処刑に立ち会った者でも含むとは限らないという枠決めをしている歴史家もいる。
レジサイドとして糾弾された人々の一覧は、いわゆるブラックリストの走りであるといえる。チャールズ2世は1681年の布告で「もしこの“ブラックリスト”の中に悪意なき魂が含まれたとすれば、その者は朕に向かって怒るのではなく、その者の誤った信条や関心が誤りの（チャールズ1世処刑）投票に向かわせたことをよく考えるがよい。」と述べている。

## 背景

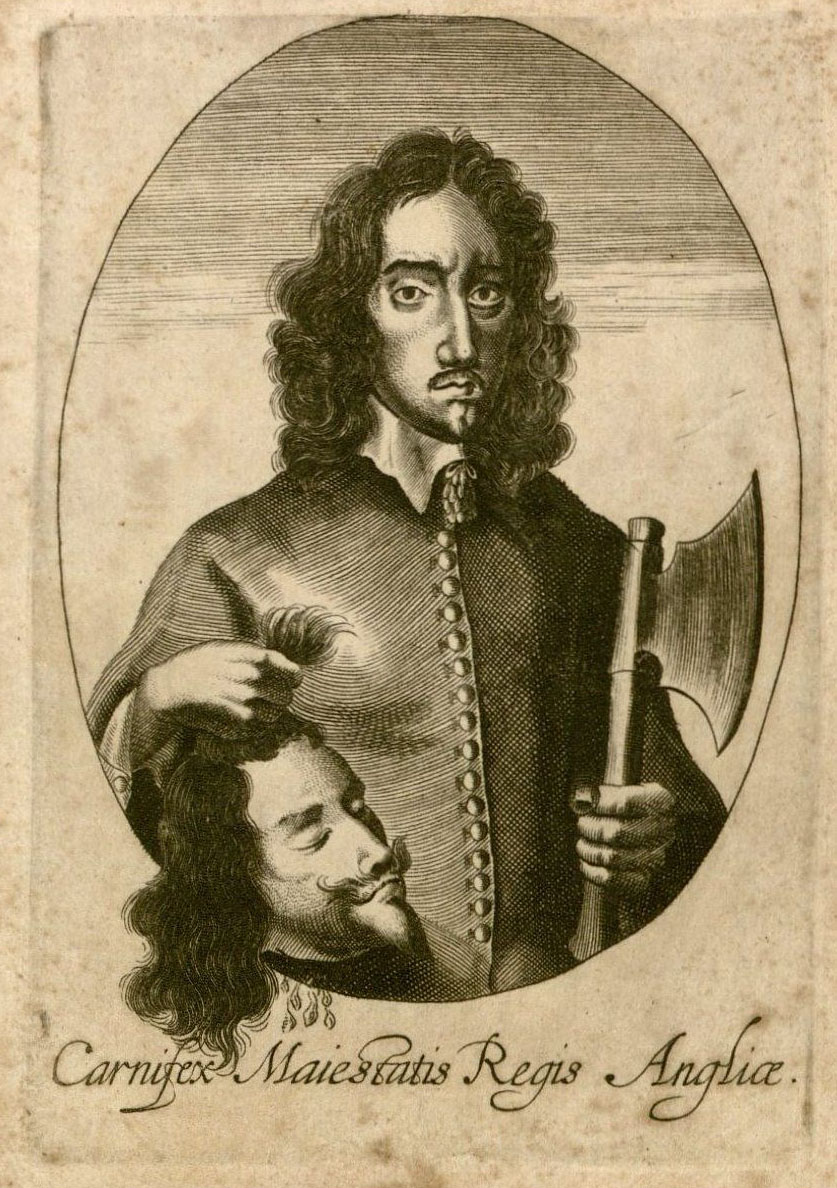
チャールズ1世の首を持つ処刑人を描いたエングレービング。

### イングランド内戦とチャールズ1世の処刑

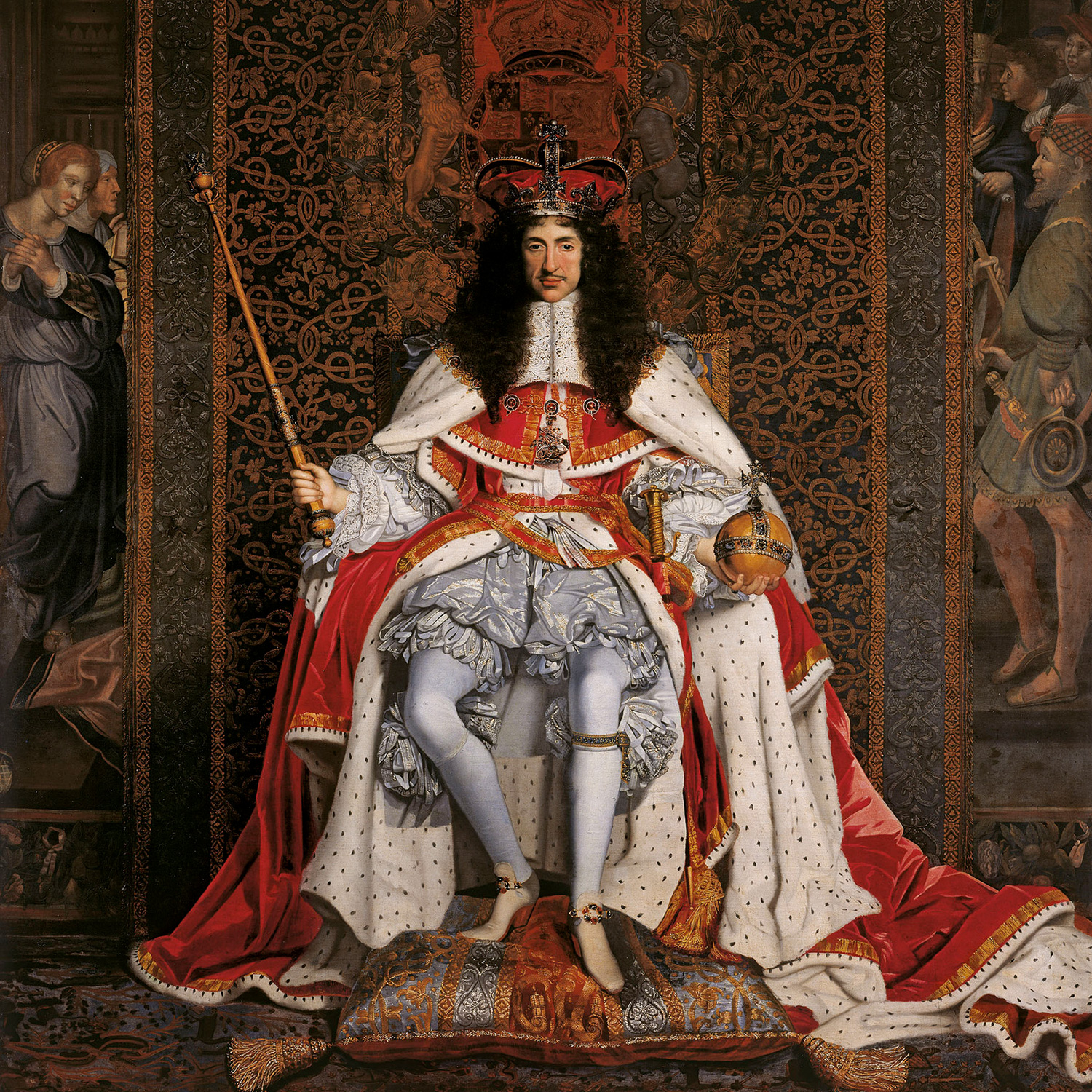
イングランド王政復古の末、チャールズ2世はウェストミンスター寺院で1661年4月23日に戴冠した。

1642年から1651年にかけて、オリバー・クロムウェル率いる円頂党すなわち議会派と、チャールズ1世率いる（1649年まで）騎士党すなわち王党派の間で、政治権力と王権をめぐるイングランド内戦（清教徒革命）が展開された。三期に分けられる内戦のうち、第一次（1642年 - 1646年）と第二次（1648年 - 1649年）は長期議会の支持者の戦いであったのに対し、チャールズ1世処刑後の第三次（1649年 - 1651年）はランプ議会の支持者とチャールズ1世の息子チャールズ2世の支持者の戦いとなった。この内戦は1651年9月3日のウスターの戦いをもって、議会派の勝利に終わった。
第一次内戦の最後、チャールズ1世はスコットランドのプレスビテリアンの軍に捕らえられ、イングランドの議会派に引き渡された。その後彼は脱出して第二次内戦を起こすも敗北、1648年11月に議会派に投降した。1649年1月、チャールズ1世を裁くために135人の委員からなる高等法院が組織された。委員とされた一部は前もってこの動きを知って参画を拒否したが、ほとんどの委員は同意を求められぬまま委員に選ばれていた。まず前もって非公開の場で協議が行われ、次いで公開裁判が開かれたが、135人の委員のうち47人はどちらにも顔を出さなかった。4日間の裁判の末、チャールズ1世が「暴君的に悪意をもって、現在の議会とそこに代表者としている人々に対する戦争を駆り立てた」という罪状について、67人の委員が起立して賛意を示した。そして57人の委員がチャールズ1世の死刑執行令状に署名し、後から2人が名を加えた。1月30日、チャールズ1世はホワイトホールのバンケティング・ハウス前で斬首され（チャールズ1世の処刑）、王太子のチャールズ（2世）は亡命した。これによりイングランドの王制は廃され（イングランド空位時代）イングランド共和国（1649年 - 1653年）、次いでオリバー・クロムウェルの独裁体制である護国卿時代（en）が到来した。

### 王政復古
1658年にオリバー・クロムウェルが死去したことで、政治不安が再燃した。かつてイングランド内戦でチャールズ1世の捕縛まで付き従いながら空位時代中はクロムウェルに協力していた将軍ジョージ・マンクが軍隊を率いてスコットランドから南下、王党派と連携して政権を樹立し、1660年初頭に選挙を実施し仮議会を復活させた。また彼は亡命中のチャールズ王太子（2世）と連絡を取り、ブレダ宣言を出させた。これはチャールズ2世が和解と「犯罪者」への許しをとなえ、宗教や政治において穏健な立場をとると宣言するものだった。これを受けてイングランド議会はチャールズ2世に帰国を要請し、王政復古を受け入れた。チャールズ2世は1660年5月25日にドーヴァーに上陸し、30歳の誕生日にあたる5月29日にロンドンに入った。

## レジサイドの扱い
1660年、イングランド議会は内戦や空位時代に議会に協力した多くの者たちに恩赦を与える免責・大赦法を可決した。ところが、特定の104人については赦免の対象外とされた。うち49人（および名前不明の死刑執行人2人）は、免責・大赦法第34条で名指しで対象外と認定された。別の6人も免責・大赦法第39条で、生命は奪われないという条件付きで赦免の対象外となった。英国人名事典に寄稿しているハワード・ネナーによれば、チャールズ2世自身はこれほどの数の人々を処刑するつもりはなかったが、むしろ議会が「王殺し」への強硬な処罰を求めていたという。

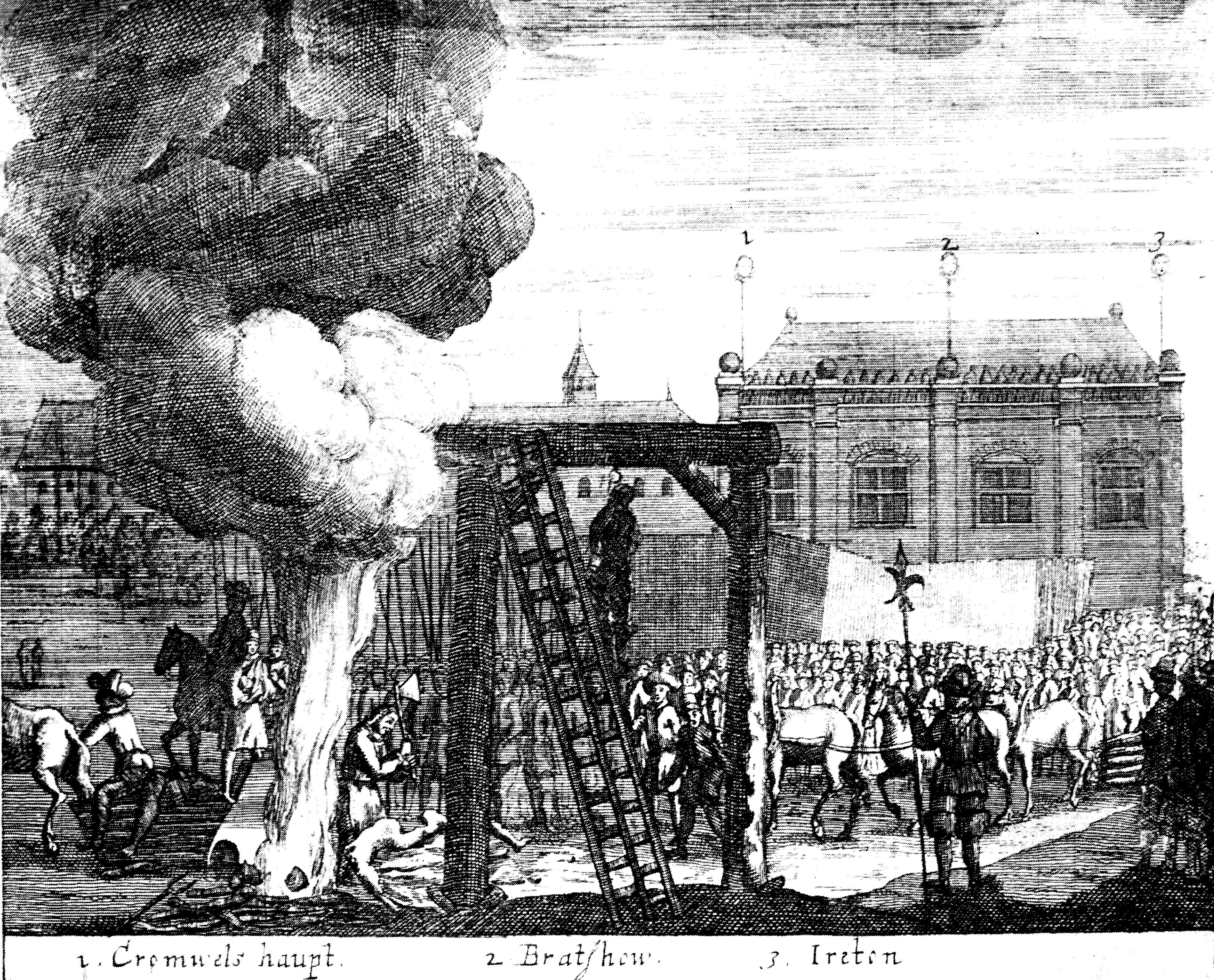
クロムウェル、ブラッドショー、アイアトンの遺体の「処刑」。同時代の印刷物より

処罰される者の名簿に載せられたうち、24名はすでに没していた。主な者としては、オリバー・クロムウェル、ジョン・ブラッドショー（チャールズ1世裁判の議長）、ヘンリー・アイアトン（クロムウェルの娘婿）などが挙げられる。これらの者については死後処刑、すなわち遺体を墓場から掘り返して絞首・斬首し、体は絞首台の下の穴に投棄されるという刑が科せられた。落とされた首は、かつてチャールズ1世裁判が行われたウェストミンスター宮殿のスパイクに突きさして晒された。1660年のうちに、10人（うち6人はチャールズ1世裁判の判事）が王殺しの罪により処刑された。うち1人は斬首刑、残りの9人は首吊り・内臓抉り・四つ裂きの刑にかけられた。1660年10月15日のサミュエル・ピープスの日記には、「今朝、カリュー氏がチャリング・クロスで絞首され四つ裂きになった。しかし非常な好意により、彼の四片は晒し上げられないことになった」とある。また5日後の日記では「我らの新たな反逆者たちの手足がアルダーズゲートの上に置かれているのを見た。見るも痛ましい光景だった。この血生臭い週間に、最終的に10人が首を吊られ、内臓を抉られ、四つ裂きにされた」と書いている。1662年、新たに3人のレジサイドが首吊り・内臓抉り・四つ裂きの刑に処された。一部の者が赦免された一方で、19人が新たに終身刑を言い渡された。ほとんどのレジサイドは財産を没収され、職を追われたり爵位をはく奪されたりした。また21人はブリテン島から逃れ、そのうちの多くはネーデルラントやスイスに亡命したが、数人は捕らえられイングランドに送還されたり、王党派に好意的な者によって暗殺されたりした。ジョン・ディクスウェル、エドワード・ホエーリー、ウィリアム・ゴフという3人のレジサイドは新大陸のニューイングランド植民地群に逃れ、逮捕を免れた。ニューヘイブンには彼ら3人を記念した3本の主要道路が残っており（ディクスウェル・アヴェニュー、ホエーリー・アヴェニュー、ゴフ・ストリート）、他にも彼らにちなんだ地名がコネティカットの諸都市に散見される。
ネナーによれば、このレジサイドのリストに名前を載せた明確な基準は分かっていない。また当時の免責・大赦法の内容には、処刑にかかわった者たちを指す言葉としてもレジサイドという語が見られない。そのため、「レジサイド」に含まれる人物の範囲の認識は歴史家によって異なっている。
スコットランドでも王政復古の後に免責・大赦法が成立した。内容はイングランドの免責・大赦法と似ているが、それよりも多くの者が赦免の対象外とされていた。ただスコットランドの例外リストのみに名が挙がった者のほとんどは金銭的な問題により有罪とされたもので、その中で処刑されたのは4人のみ、それも反逆罪ではあるが王殺しの罪ではない。これにより処刑された者の中にはアーガイル侯爵アーチボルド・キャンベルがいる。彼はクロムウェルの政府と協力した罪により、1661年5月27日に斬首された。

## レジサイドの一覧

### 死刑執行令状の署名者

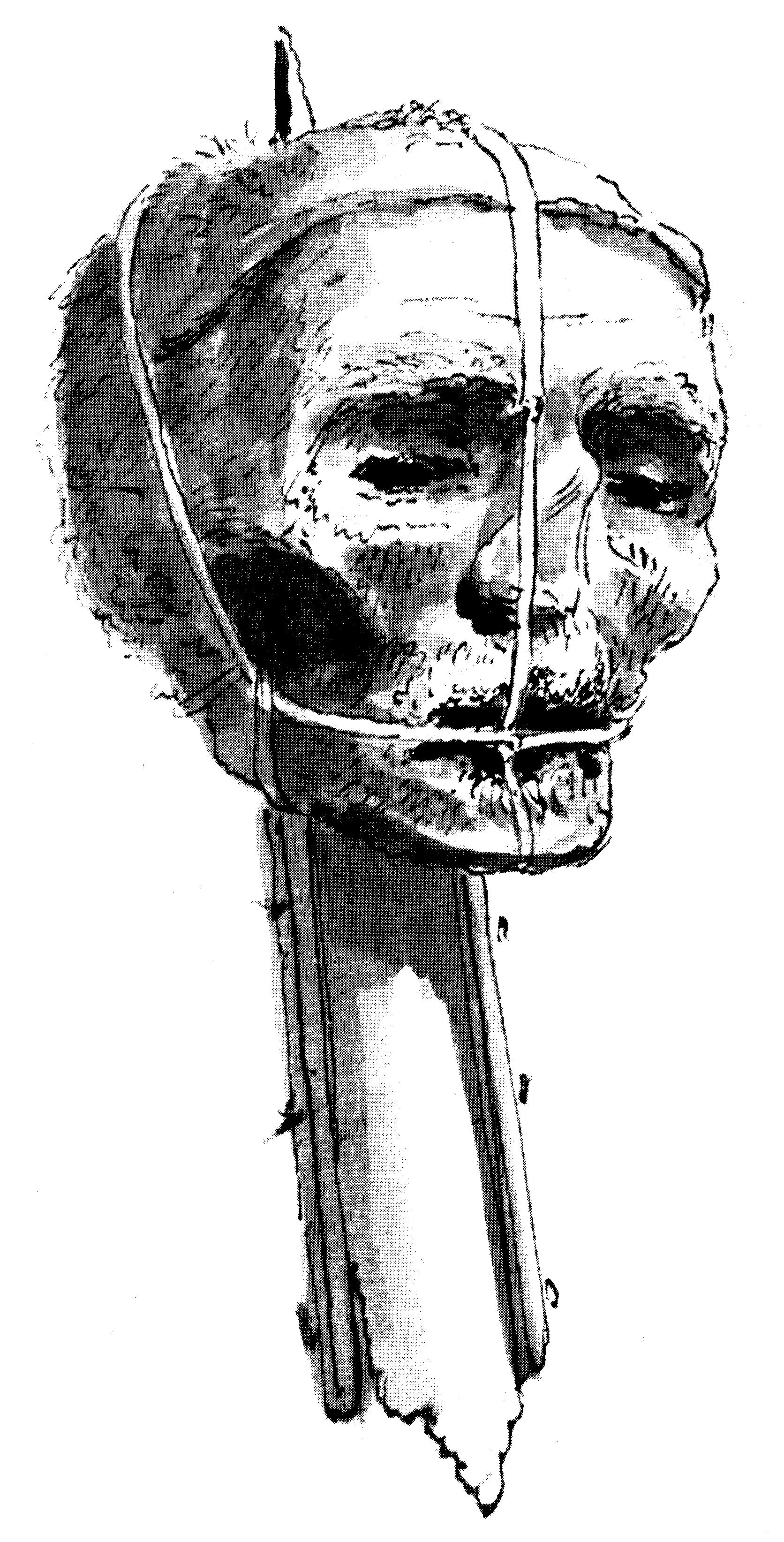
スパイクに刺されたオリバー・クロムウェルの首

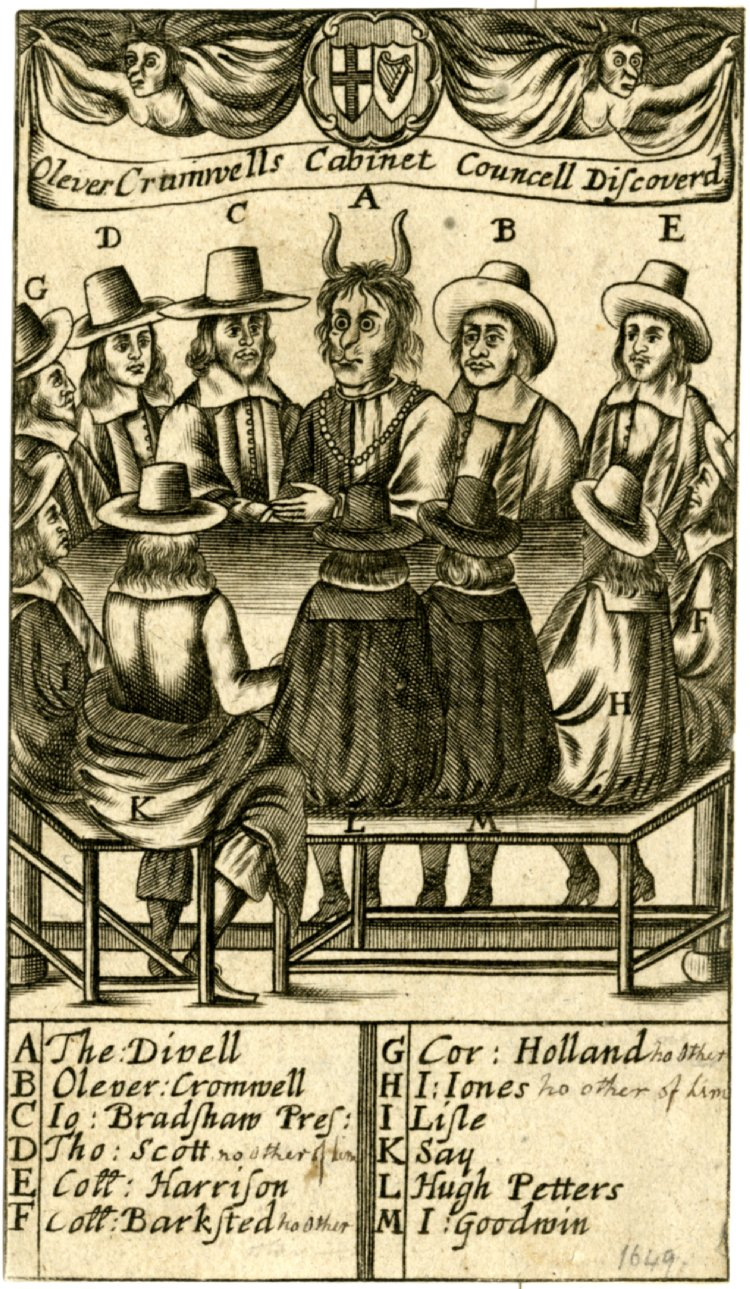
1660年代の風刺画・悪魔と共に、チャールズ1世の処刑にかかわった9人の判事と2人の処刑人が座っている。

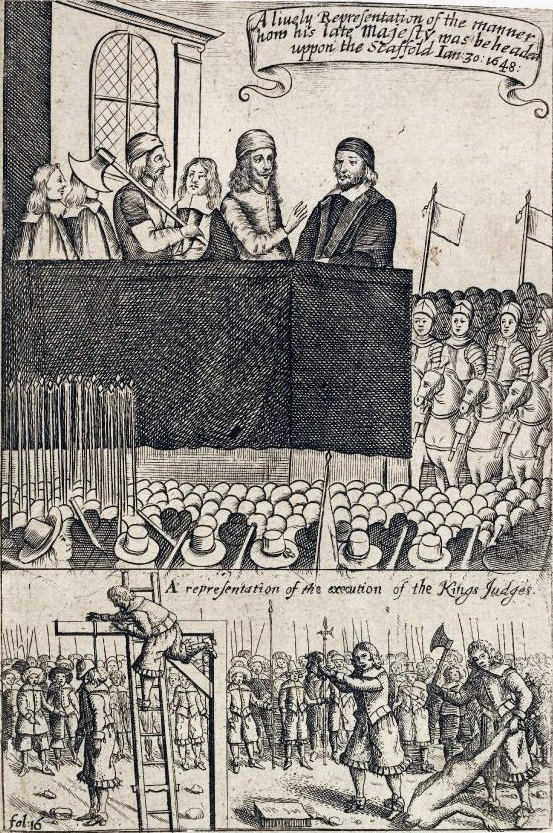
処刑の場におけるチャールズ1世とレジサイド達（作者不明）

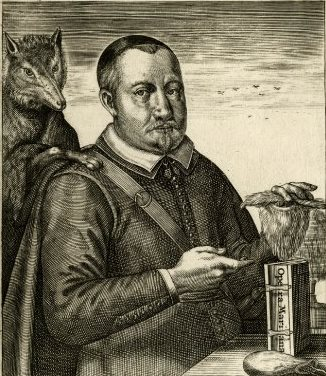
ネーデルラントで匿名で頒布された、チャールズ1世の処刑を非難するパンフレットの挿絵。オリバー・クロムウェルの肩にキツネが手をかけている。

ここでは、チャールズ1世の死刑執行令状に署名した判事を署名順に列挙する。
| 序列 | 名前                                     | 王政復古時の生死 | 第34条による除外 | 備考 | 出典                 |
| ---- | ---------------------------------------- | ---------------- | ---------------- | --- | -------------------- |
| 1    | ジョン・ブラッドショー（裁判長）         | 死亡             |                  | 死後処刑：遺体が掘り返されたのち、タイバーンで絞首・斬首。体は穴に投棄され、首はウェストミンスター宮殿の端で、チャールズ1世が処刑された場所を向くようにスパイクに突き刺された。                                   | [ 21 ] [ 13 ]        |
| 2    | グロビーのグレイ卿トマス・グレイ         | 死亡             |                  | 1657年に死去。 | [ 24 ]               |
| 3    | オリバー・クロムウェル                   | 死亡             |                  | 死後処刑：遺体が掘り返されたのち、タイバーンで絞首・斬首。体は穴に投棄され、首はウェストミンスター宮殿の端で、チャールズ1世が処刑された場所を向くようにスパイクに突き刺された。                                   | [ 13 ]               |
| 4    | エドワード・ホエーリー                   | 生存             | ○                | 同僚で娘婿のウィリアム・ゴフと共にニューヘイヴン植民地へ亡命、裁判を回避。1674年に健康を害していたところをチャールズ2世のエージェントに発見されるが、同情的な入植者たちに守られ難を逃れた。おそらく1675年に死去。 | [ 25 ] [ 26 ] [ 27 ] |
| 5    | サー・マイケル・リヴジー                 | 生存             | ○                | ネーデルラントへ亡命。1665年時点でロッテルダムにいたことが分かっている。おそらくその後同地でまもなく死去。 | [ 28 ]               |
| 6    | ジョン・オーキー                         | 生存             | ○                | ドイツへ亡命するも、イングランドからネーデルラントに派遣されていたジョージ・ダウニング大使により逮捕された。裁判の結果有罪とされ、1662年4月に首吊り・内臓抉り・四つ裂きの刑に処された。                           | [ 29 ] [ 30 ]        |
| 7    | サー・ジョン・ダンヴァース               | 死亡             |                  | 1655年に死去。 | [ 31 ]               |
| 8    | サー・ジョン・バウチャー                 | 生存             |                  | 既に健康を害していたため裁判にかけられず、1660年中に死去。 | [ 32 ] [ 33 ]        |
| 9    | ヘンリー・アイアトン                     | 死亡             |                  | 死後処刑：遺体が掘り返されたのち、タイバーンで絞首・斬首。体は穴に投棄され、首はウェストミンスター宮殿の端で、チャールズ1世が処刑された場所を向くようにスパイクに突き刺された。                                   | [ 13 ] [ 34 ]        |
| 10   | サー・トーマス・モーレブラー             | 死亡             |                  | 1655年に死去したが、免責・大赦法の例外リストに登記された。 | [ 35 ]               |
| 11   | サー・ハードレス・ウォーラー             | 生存             | ○                | フランスへ亡命したが、後に帰国して有罪判決を受ける。当初死刑とされていたが終身刑に減刑され、1666年にジャージーの牢獄で死去。                                                                                      | [ 36 ]               |
| 12   | ジョン・ブラキストン                     | 死亡             |                  | 1649年に死去。 | [ 37 ]               |
| 13   | ジョン・ハッチンソン                     | 生存             |                  | 1660年の時点で免罪されるも、1663年のファーンレーの木の陰謀に巻き込まれてケントのサンダウン城に収監され、1664年9月11日に死去。                                                                                     | [ 38 ]               |
| 14   | ウィリアム・ゴフ                         | 生存             | ○                | 同僚で舅のエドワード・ホエーリーとともにニューヘイヴン植民地へ亡命し、1679年に死去。 | [ 39 ]               |
| 15   | トマス・プライド                         | 死亡             |                  | クロムウェルやブラッドショー、アイアトンと同様に死後処刑の判決を受けるが、執行されず。 | [ 40 ]               |
| 16   | ピーター・テンプル                       | 生存             | ○                | 裁判で死刑を宣告されるが、終身刑に減刑され、1663年にロンドン塔で死去。 | [ 41 ]               |
| 17   | トマス・ハリソン                         | 生存             | ○                | 第五王国派を率いて王政復古にも抵抗し続けていた人物。最初に有罪判決を受け、1660年10月13日にチャリング・クロスで首吊り・内臓抉り・四つ裂きの刑に処された。                                                          | [ 42 ]               |
| 18   | ジョン・ヒューソン                       | 生存             | ○                | アムステルダムへ亡命、後にルーアンへ移った可能性がある。いずれかの亡命地で1662年か1663年に死去。 | [ 43 ]               |
| 19   | ヘンリー・スミス                         | 生存             | ○                | 当初死刑判決を受けるも、終身刑に減刑された。いったんロンドン塔に収監されたのち、1664年にジャージーのモン・オルゲール城に移され、1668年に死去。                                                                    | [ 41 ]               |
| 20   | サー・ペレグリン・ペラム                 | 死亡             |                  | 1650年に死去。 | [ 44 ]               |
| 21   | リチャード・ディーン                     | 死亡             |                  | 1653年に死去。墓地から遺体を掘り出され、共同墓地に再埋葬された。 | [ 45 ]               |
| 22   | サー・ロバート・ティッチボーン           | 生存             | ○                | 死刑判決を受けるが執行を猶予された。以後ロンドン塔で余生を過ごし、1682年に死去。 | [ 46 ]               |
| 23   | ハンフリー・エドワーズ                   | 死亡             |                  | 1658年に死去。 | [ 47 ]               |
| 24   | ダニエル・ブラグレイヴ                   | 生存             | ○                | アーヘンへ亡命し、おそらく同地で1668年に死去。 | [ 48 ]               |
| 25   | オーウェン・ロー                         | 生存             | ○                | 死刑判決を受けるも、執行前の1661年12月にロンドン塔で死去。 | [ 49 ]               |
| 26   | ウィリアム・ピュアフォイ                 | 死亡             |                  | 1659年に死去。 | [ 50 ]               |
| 27   | アドリアン・スクロープ                   | 生存             | ○                | 有罪判決を受け、1660年10月17日にチャリング・クロスで首吊り・内臓抉り・四つ裂きの刑に処された。 | [ 51 ]               |
| 28   | ジェームズ・テンプル                     | 生存             | ○                | 終身刑となりジャージーに収監された。1680年2月17日に同地で死去。 | [ 53 ]               |
| 29   | オーガスチン・ガーランド                 | 生存             | ○                | 死刑判決を受けるも、終身刑に減刑された。1677年以降に死去。 | [ 54 ]               |
| 30   | エドマンド・ラドロー                     | 生存             | ○                | 庶民院議長のもとに自首するが、その後脱出しスイスのベルン州へ亡命。1692年に死去。 | [ 55 ]               |
| 31   | ヘンリー・マーティン                     | 生存             | ○                | 終身刑となりチェプストウ城に収監され、1680年に死去。 | [ 56 ]               |
| 32   | ヴィンセント・ポッター                   | 生存             | ○                | 死刑判決を受けるも、執行されず。おそらく1661年に、ロンドン塔で死去。 | [ 57 ]               |
| 33   | 初代準男爵サー・ウィリアム・コンスタブル | 死亡             |                  | 1655年に死去。ウェストミンスター寺院の墓地から遺体が掘り出され、共同墓地の穴に改葬された。 | [ 58 ]               |
| 34   | サー・リチャード・インゴールズビー       | 生存             |                  | 免罪された。1685年に死去。 | [ 59 ]               |
| 35   | ウィリアム・カウリー                     | 生存             | ○                | スイスへ亡命し、1667年に同地で死去。 | [ 60 ]               |
| 36   | ジョン・バークステッド                   | 生存             | ○                | イングランドからネーデルラントに派遣されていたジョージ・ダウニング大使により逮捕され、1662年に処刑。 | [ 61 ]               |
| 37   | アイザック・エワー                       | 死亡             |                  | 1650年もしくは1651年に死去。 | [ 62 ]               |
| 38   | ジョン・ディクスウェル                   | 生存             | ○                | イングランドで死亡したと思われていたが、実際はニューヘイヴン植民地へ亡命して偽名で生活していた。1689年に死去。 | [ 63 ]               |
| 39   | ヴァレンタイン・ウォルトン               | 生存             | ○                | レジサイドとして有罪判決を受けた後、ドイツへ亡命。1661年に死去。 | [ 64 ]               |
| 40   | サイモン・メイン                         | 生存             | ○                | 死刑判決を受け、控訴中の1661年にロンドン塔で死去。 | [ 65 ]               |
| 41   | トマス・ホートン                         | 死亡             |                  | 1649年、クロムウェルのアイルランド侵攻に従軍中に赤痢により死去。 | [ 66 ]               |
| 42   | ジョン・ジョーンズ・メージーガーネッド   | 生存             | ○                | 有罪判決を受け、1660年10月17日にチャリング・クロスで首吊り・内臓抉り・四つ裂きの刑に処された。 | [ 67 ]               |
| 43   | ジョン・ムーア                           | 死亡             |                  | 1649年にオーモンド侯ジェームズ・バトラーと戦ってダブリン総督となるが、1650年に同地で死去。 | [ 68 ]               |
| 44   | ギルバート・ミリントン                   | 生存             | ○                | 死刑判決を受けるも、終身刑に減刑された。晩年はジャージーで過ごし、1666年に死去。 | [ 69 ]               |
| 45   | ジョージ・フリートウッド                 | 生存             | ○                | 終身刑の判決を受け、ロンドン塔に収監された。後にタンジェ（1661年からイングランド領）に移送された可能性がある。1672年ごろに死去。                                                                                  | [ 70 ]               |
| 46   | ジョン・アルレッド                       | 死亡             |                  | 1651年に死去。 | [ 71 ]               |
| 47   | ロバート・リルバーン                     | 生存             | ○                | 1660年10月に死刑判決を受けるも、終身刑に減刑された。1665年8月に獄死。 | [ 72 ]               |
| 48   | ウィリアム・セイ                         | 生存             | ○                | スイスへ亡命、1666年に死去。 | [ 73 ]               |
| 49   | アンソニー・スタップリー                 | 死亡             |                  | 1655年に死去。 | [ 74 ]               |
| 50   | 初代準男爵サー・グレゴリー・ノートン     | 死亡             |                  | 1652年に死去。 | [ 75 ]               |
| 51   | トマス・チャロナー                       | 生存             | ○                | 恩赦の例外に指定されたことを受けて大陸へ亡命。1661年にミデルブルフで死去。 | [ 76 ]               |
| 52   | トマス・ウォーガン                       | 生存             | ○                | ヨーク城に収監されたが、1664年に脱出しネーデルラントへ亡命。 | [ 77 ]               |
| 53   | ジョン・ヴェン                           | 死亡             |                  | 1650年に死去。 | [ 78 ]               |
| 54   | グレゴリー・クレメント                   | 生存             | ○                | 身を隠すも逮捕され、1660年10月17日にチャリング・クロスで首吊り・内臓抉り・四つ裂きの刑に処された。 | [ 79 ]               |
| 55   | ジョン・ダウンズ                         | 生存             | ○                | 終身刑に処され、1666年に死去。 | [ 80 ]               |
| 56   | トマス・ウェイト                         | 生存             | ○                | 終身刑に処され、1688年にジャージーで死去。 | [ 81 ]               |
| 57   | トマス・スコット                         | 生存             | ○                | ブリュッセルに亡命したが、イングランドに帰国して裁判にかけられた。1660年10月17日、チャリング・クロスで悔いることなく首吊り・内臓抉り・四つ裂きの刑に処された。                                                    | [ 82 ]               |
| 58   | ジョン・カリュー                         | 生存             | ○                | 第五王国派。1660年10月15日、チャリング・クロスで首吊り・内臓抉り・四つ裂きの刑に処された。 | [ 83 ]               |
| 59   | マイルズ・コルベット                     | 生存             | ○                | ネーデルラントへ亡命したが、イングランドからネーデルラントに派遣されていたジョージ・ダウニング大使により逮捕され、イングランドへ送還された。1662年4月19日、首吊り・内臓抉り・四つ裂きの刑に処された。             | [ 84 ]               |

### 死刑執行令状に署名しなかった判事

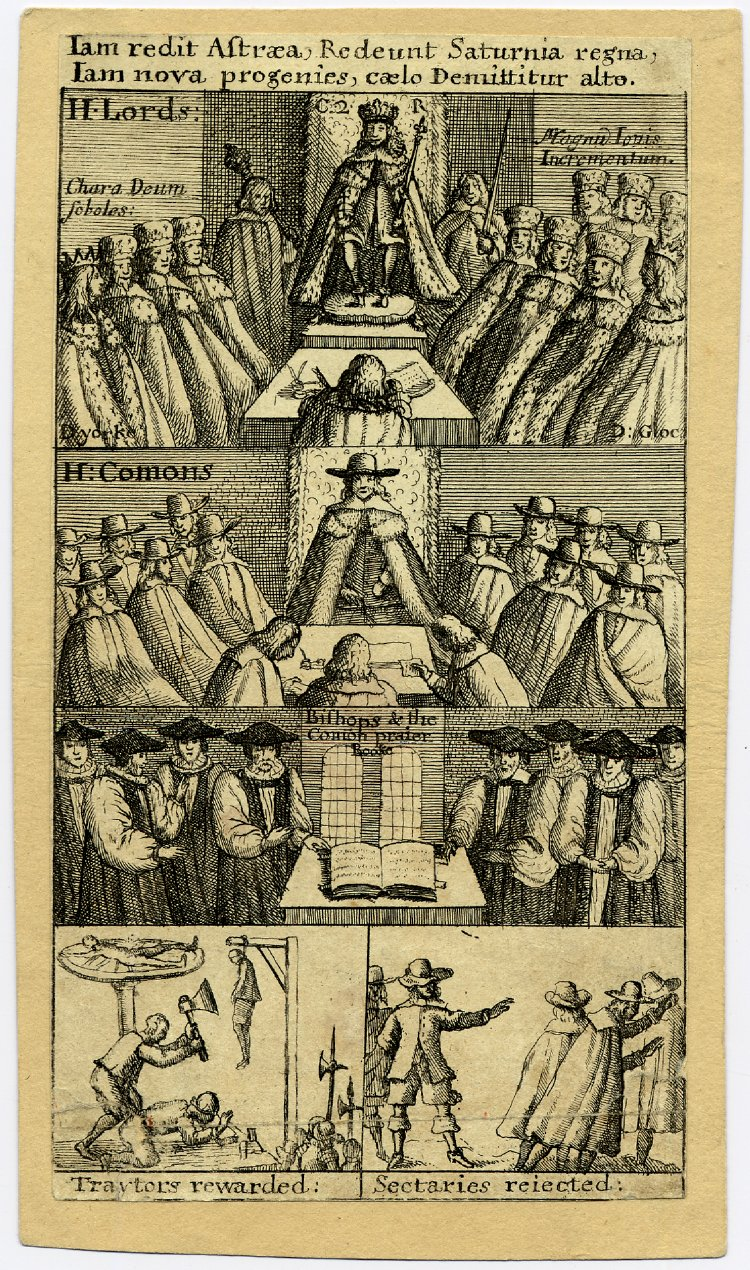
Giles Duncombeが1660年に出版したScutum Regaleの口絵。イングランドの王制復古の様子を描いている。左下には処刑されるレジサイドの様子が見られる。

以下では、チャールズ1世裁判に1日もしくは数日にわたり出席していながら死刑執行令状に署名しなかった判事を列挙する。
| 名前                                    | 王政復古時の生死 | 第34条による除外 | 備考 | 出典            |
| --------------------------------------- | ---------------- | ---------------- | --- | --------------- |
| フランシス・アレン                      | 死亡             |                  | 裁判中、死刑が決定した1月27日を含む数回の審議に出席。1660年免責・大赦法第37節で例外とされたうち既に死亡していた24人のうちの一人。                                                                                              | [ 87 ]          |
| サー・トマス・アンドリュース            | 死亡             |                  | 裁判中、死刑が決定した1月27日を含む3回の審議に出席。1660年免責・大赦法第37節で例外とされたうち既に死亡していた24人のうちの一人。                                                                                               | [ 88 ]          |
| トマス・ハモンド                        | 死亡             |                  | 14回の審議に出席。1660年免責・大赦法で例外とされ、生前所有していた財産は没収された。 | [ 89 ]          |
| 第3代準男爵サー・ジェームズ・ハリントン | 生存             |                  | 第39条による赦免除外。大陸に亡命し、1680年に死去。本人の準男爵位は剥奪されたが、免責・大赦法制定時のミスにより、本人の死とともに次代が準男爵位を継ぐことになった。                                                             | [ 90 ]          |
| エドマンド・ハーヴェー                  | 生存             | ○                | 1660年10月に裁判にかけられ、終身刑に処された。1673年6月にコーンウォールのペンデニス城で死去。 | [ 91 ]          |
| ウィリアム・ヘヴェニンガム              | 生存             | ○                | 反逆罪に問われたが、慈悲を乞う陳情書を出して受け入れられ、ウィンザー城に収監された。1678年に同地で死去。 | [ 92 ]          |
| コルネリウス・ホラント                  | 生存             | ○                | ネーデルラント、次いでスイスのローザンヌおよびヴヴェイへ亡命し、同地でおそらく1671年に死去。 | [ 93 ]          |
| サー・ジョン・ライル                    | 生存             | ○                | スイスのローザンヌへ亡命したが、1664年8月にアイルランド人の王党派ジェームズ・フィッツ・エドモンド・コッター（偽名トマス・マクドネル）に銃殺あるいは刺殺された。                                                                | [ 94 ]          |
| ニコラス・ラヴ                          | 生存             | ○                | ハンブルクへ亡命。1682年にスイスのヴヴェイで死去。 | [ 95 ]          |
| アイザック・ペニントン                  | 生存             | ○                | 終身刑に処され、1661年にロンドン塔で死去。 | [ 96 ]          |
| ジェームズ・チャロナー                  | 生存             |                  | 第39条による赦免除外。トマス・チャロナーの弟。兄と異なり死刑執行令状に署名せず。王政復古直前の1659年にジョージ・マンクに加担した咎で投獄されており、そのまま1660年7月に病死。                                                  | [ 97 ]          |
| ジョン・ダヴ                            | 生存             |                  | 死刑が決定した場以外には審議に出席せず。王政復古時に深く改悛し、なりふり構わず服従の意思を議会に示したために罰を免れた。1664年もしくは1665年に死去。                                                                           | [ 98 ]          |
| ジョン・フライ                          | 死亡             |                  | 1649年1月26日、自身が三位一体を信じない宗教信条を持っていたことが問題視され、チャールズ1世の死刑決定の前日にして高等法院から締め出された。1657年に死去。1660年免責・大赦法で例外とされたうち既に死亡していた24人のうちの一人。 | [ 99 ]          |
| サー・ヘンリー・マイルドメイ            | 生存             |                  | 第39条による赦免除外。騎士号を剥奪され終身刑を宣告された。タンジェへ送られる途中の1664年にアントウェルペンで死去。 | [ 100 ]         |
| 初代モンソン子爵ウィリアム・モンソン    | 生存             |                  | 第39条による赦免除外。爵位と財産を剥奪され、終身刑に処された。1673年、フリート牢獄で死去。 | [ 101 ] [ 102 ] |
| 初代準男爵サー・ギルバート・ピカリング  | 生存             |                  | 裁判中、2回の審議にしか出席せず、死刑執行令状にも署名しなかった。このことと義弟サンドウィッチ伯エドワード・モンタギューの影響力も使って恩赦の対象内にとどまることができたが、生涯公職に就くことは許されなかった。              | [ 103 ]         |
| ロバート・ワロップ                      | 生存             |                  | 第39条による赦免除外。終身刑に処され、1667年にロンドン塔で死去。 | [ 102 ]         |

### その他のチャールズ1世裁判関係者

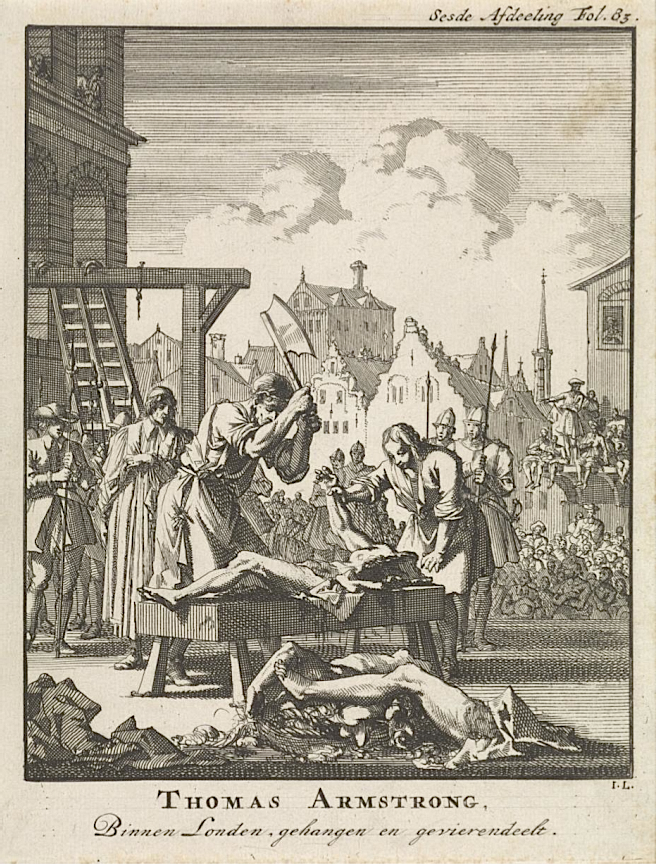
首吊り・内臓抉り・四つ裂きの刑

既出の者を除き、チャールズ1世の裁判にかかわった人物。
| 名前                       | 国王裁判時の役職     | 王政復古時の生死 | 第34条による除外 | 備考 | 出典    |
| -------------------------- | -------------------- | ---------------- | ---------------- | --- | ------- |
| アンドリュー・ブロートン   | 書記官               | 生存             | ○                | 1663年にスイスへ亡命。1687年に死去。                                                                                           | [ 104 ] |
| ジョン・クック             | 法務次官             | 生存             | ○                | 1660年10月にチャリング・クロスで首吊り・内臓抉り・四つ裂きの刑に処された。                                                     | [ 105 ] |
| エドワード・デンディ       | 守衛官               | 生存             | ○                | 1663年にスイスへ亡命。1674年に死去。                                                                                           | [ 106 ] |
| イサーク・ドリスラウス博士 | 法務次官補佐         | 死亡             |                  | ネーデルラント出身の著名な学者。1649年にハーグで亡命王党派に暗殺された。                                                       | [ 107 ] |
| ジョン・フェルプス         | 書記官               | 生存             |                  | 第39条による赦免除外。スイスへ亡命。1666年に死去。                                                                             | [ 108 ] |
| ヒュー・ピーター           | （法廷には参加せず） | 生存             | ○                | 独立派に属した急進的な説教師。王殺しを扇動した罪で、1660年10月にチャリング・クロスで首吊り・内臓抉り・四つ裂きの刑に処された。 | [ 109 ] |

### 死刑執行関係者
既出の者を除き、チャールズ1世の処刑にかかわった人物。
| 名前                     | 国王処刑時の役職 | 王政復古時の生死 | 第34条による除外 | 備考 | 出典            |
| ------------------------ | ---------------- | ---------------- | ---------------- | --- | --------------- |
| ダニエル・アクステル     | 近衛隊将校       | 生存             | ○                | 王殺しに加担した罪で、1660年10月にタイバーンで首吊り・内臓抉り・四つ裂きの刑に処された。 | [ 110 ]         |
| フランシス・ハッカー     | 近衛隊将校       | 生存             | ○                | チャールズ1世処刑時に処刑命令に署名した罪で、1660年10月にタイバーンで絞首刑に処された。 | [ 111 ]         |
| ウィリアム・ヒューレット | 近衛隊大佐       | 生存             | ○                | ダニエル・アクステルと同時に裁判にかけられ同様に王殺しの罪に問われたが、同時に処刑されることはなかった。 | [ 112 ]         |
| ハーキュリーズ・ハンクス | 近衛隊将校       | 生存             |                  | チャールズ1世処刑の際に処刑人に執行を命令するのを拒否した（フランシス・ハッカーが代わりに命じた）。王政復古時の裁判ではダニエル・アクステルやハッカーに不利な証言を行い、自らは赦免されたが、1660年中に死去。 | [ 113 ] [ 114 ] |
| ロバート・フェイヤー     | 近衛隊将校       | 生存             |                  | チャールズ1世処刑時に処刑人への処刑命令に署名することを拒否した。王政復古時に拘束されたが訴追されず、1662年に釈放された。1682年に死去。 | [ 115 ]         |
| マシュー・ソムリンソン   | 近衛隊将校       | 生存             |                  | 判事の一人として指名されたが、審議には一度も参加しなかった。王政復興時にはチャールズ2世に礼儀をもって接したことや、ダニエル・アクステルやフランシス・ハッカーに不利な証言をしたことが認められて赦免された。1681年に死去。 | [ 117 ]         |
| 不明                     | 処刑人と助手     | 不明             | ○                | 免責・大赦法第34節の例外リストには、以上の49人の名のある人物に加えて、二人の未特定かつ名前不明の「2名の……フロックとバイザーで変装し、ホワイトホールの前に築かれた処刑台の上に上った者たち」が挙げられている。これはチャールズ1世の首を実際に落とした処刑人及びその助手のことである。その正体については後世に至るまで様々な説が提唱されており、例えば1866年にシドニー・リーが英国人名事典に寄稿したところでは、リチャード・ブランドン説がとられている。 | [ 118 ]         |

## その他の例外指定され反逆罪に問われた人物

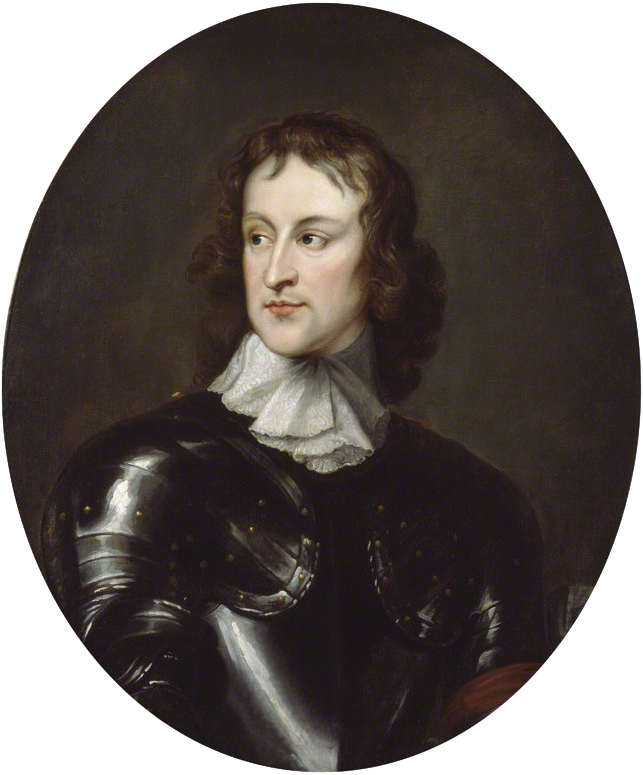
ジョン・ランバート

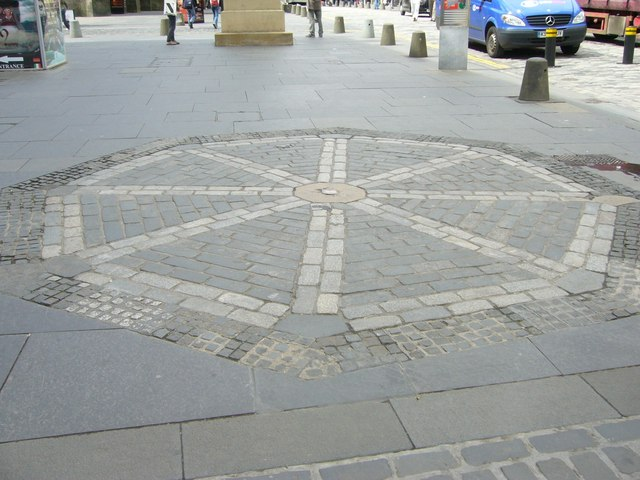
スコットランドでの処刑が執行されたエディンバラのMercat Crossは、現在敷石で場所が示されている。

| 名前               | 王政復古時の生死 | 王政復古時の行動、量刑と備考 | 出典            |
| ------------------ | ---------------- | --- | --------------- |
| ジョン・ランバート | 生存             | チャールズ1世裁判時にはロンドンに不在。王政復古時に大逆罪に問われて終身刑に処された。当初はガーンジー島、次いでドレイク島に収監され、1683/4年に死去。 | [ 120 ] [ 121 ] |
| ヘンリー・ベイン   | 生存             | 議会での議論の末、免責・大赦法の免罪の例外となった。大逆罪に問われ、1662年6月にタワー・ヒルで斬首された。                                             | [ 122 ]         |

スコットランドの王政復古に伴う免責・大赦法(Act of indemnity and oblivion、1662年9月9日)でも、イングランドと同様に多くの者の罪が許される一方で、一部の旧体制の人物は反逆罪に問われることになった。
| 名前                                        | 処断                                         | 備考 |
| ------------------------------------------- | -------------------------------------------- | --- |
| 第8代アーガイル伯爵アーチボルド・キャンベル | 斬首刑（1661年5月27日執行）                  | エディンバラにおける裁判で、チャールズ1世の処刑への加担と体制転覆直前の逃亡の罪については無罪とされたが、かつて彼がジョージ・マンクに送っていた書簡が届けられるにいたり、彼がクロムウェルの政府に協力していた（特に1652年のグレンケルンの乱の鎮圧への加担）ことが明らかとなり、直ちに死刑判決を受けた。                                   |
| ジェームズ・ガスリー                        | 絞首刑（1661年6月1日執行）                   | 1661年2月20日、ミドルトン伯が議長を務める議会において大逆犯だという非難を浴びた。指摘された6つの罪状の中でも、Western Remonstranceの作成と、国王の宗教的権威の否定という点は法の観点からしても致命的だった。ガスリーの裁判は4月11日まで続き、5月28日になって議会が反逆罪による絞首刑という判決を下した。                                  |
| ウィリアム・ゴーヴァン大佐                  | 絞首刑（1661年6月1日、ガスリーに続いて執行） | |
| ウォリストン卿アーチボルド・ジョンストン    | 絞首刑（1663年7月22日）                      | スコットランド王政復古時にホラント、次いでハンブルクへ亡命。欠席裁判が行われ、1661年5月15日に死刑と爵位・財産没収が宣告された。その後フランスへ身を移したが、1663年にルーアンで発見され、フランス王ルイ14世の承諾の元でイングランドへ送還、ロンドン塔に収監された。6月にエディンバラのトールブースに移送され、1663年7月22日に処刑された。 |
| ジョン・スウィントン                        | 投獄                                         | 財産没収の上エディンバラ城に収監されたが、数年後に釈放された。 |
| ケローのジョン・ヒューム                    | 領地没収                                     | 1651年のウスターの戦いでイングランド議会軍に加わりチャールズ（2世）の王党派軍と戦った功績で領地を与えられていたが、1661年にこれを没収された。1688年名誉革命の後、この領地はジョンの息子ジョージに返還された。 |